# Chianti senese
Il Chianti senese è generalmente il territorio meridionale della sub-regione geografica del Chianti per una estensione di circa 386 km², coincidente con la parte meridionale della zona viticola creata nel 1932 e chiamata, appunto, Chianti.

## Il punto di vista geografico
Dal punto di vista geografico le Colline del Chianti sono una breve catena montuosa a cavallo tra le province di Firenze, Siena e, in piccola parte, Arezzo. Secondo questa definizione il Chianti senese sarebbe la parte delle Colline del Chianti situata in provincia di Siena. Nel linguaggio comune questa sembra essere la definizione meno ricorrente.

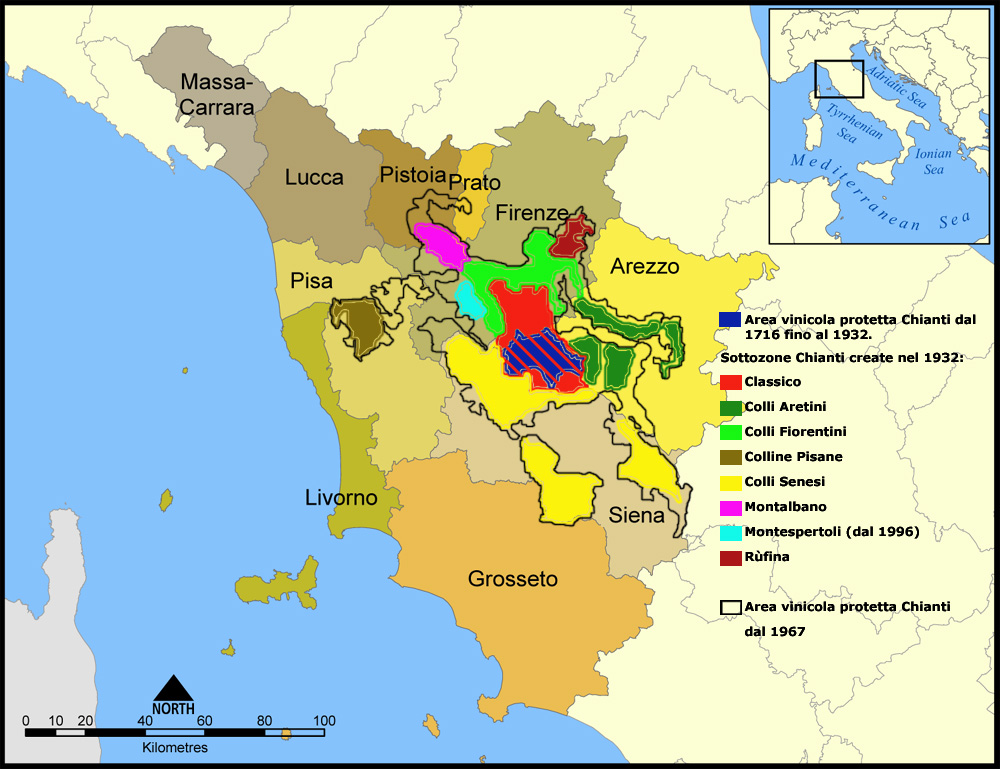
I punti di vista viticoli (cliccare per ingrandire)

## Il punto di vista viticolo post 1932
Dal punto di vista viticolo moderno il Chianti è una vasta area di produzione del vino omonimo che si estende su 6 province della Toscana, ben al di là dei confini delle Colline del Chianti. Per questa definizione il Chianti senese sarebbe quindi quella parte della zona viticola Chianti ricadente in Provincia di Siena. Più specificamente sarebbe quella parte del Chianti ricadente nelle sottozone Classico e Colli Senesi. Si tratta di una area molto vasta che con qualche interruzione va dal confine con l'Umbria fino al confine con la Provincia di Firenze e dal confine con la Provincia di Grosseto fino al confine con la Provincia di Arezzo.

## Il punto di vista viticolo pre 1932
Dal punto di vista viticolo tradizionale, fanno parte del Chianti i territori di Radda in Chianti, Castellina in Chianti e Gaiole in Chianti, tutti ricompresi nella Provincia di Siena e nella sottozona Classico. Dunque per questa definizione di Chianti sembrerebbe inutile parlare di Chianti senese, in quanto il Chianti sarebbe solo senese.